# Campoctonus corruptus
Campoctonus corruptus là một loài tò vò trong họ Ichneumonidae.